# Aranyó de l'olivera
L'aranyó de l'olivera (Liothrips oleae) és un petit trips que viu en l'olivera però que en general no es desenvolupa com a plaga als oliverars.

## Descripció i biologia
L'adult és de color negre i d'entre 1,9 i 2,5 mm de longitud, les larves a l'inici són blanquinoses i posteriorment van canviant a ataronjat.
Passa l'hivern en estat d'adult, a la primavera comencen a alimentar-se i aparellar-se, posant les femelles entre 80 i 100 ous cadascuna. Les larves són mòbils i s'alimenten dels brots tendres com els adults si bé aquests poden volar i passar d'un arbre a l'altre, cosa que les larves no poden fer.

## Danys i control
Són produïts per les seves picades d'alimentació i provoca que en els brots joves es donin entrenusos curts i deformacions en els fulls que li dona un aspecte molt característic. En general, no arriba a assolir el nivell de plaga i no es recomana mai tractar aquest insecte.